# Macchiareddu-Grogastu

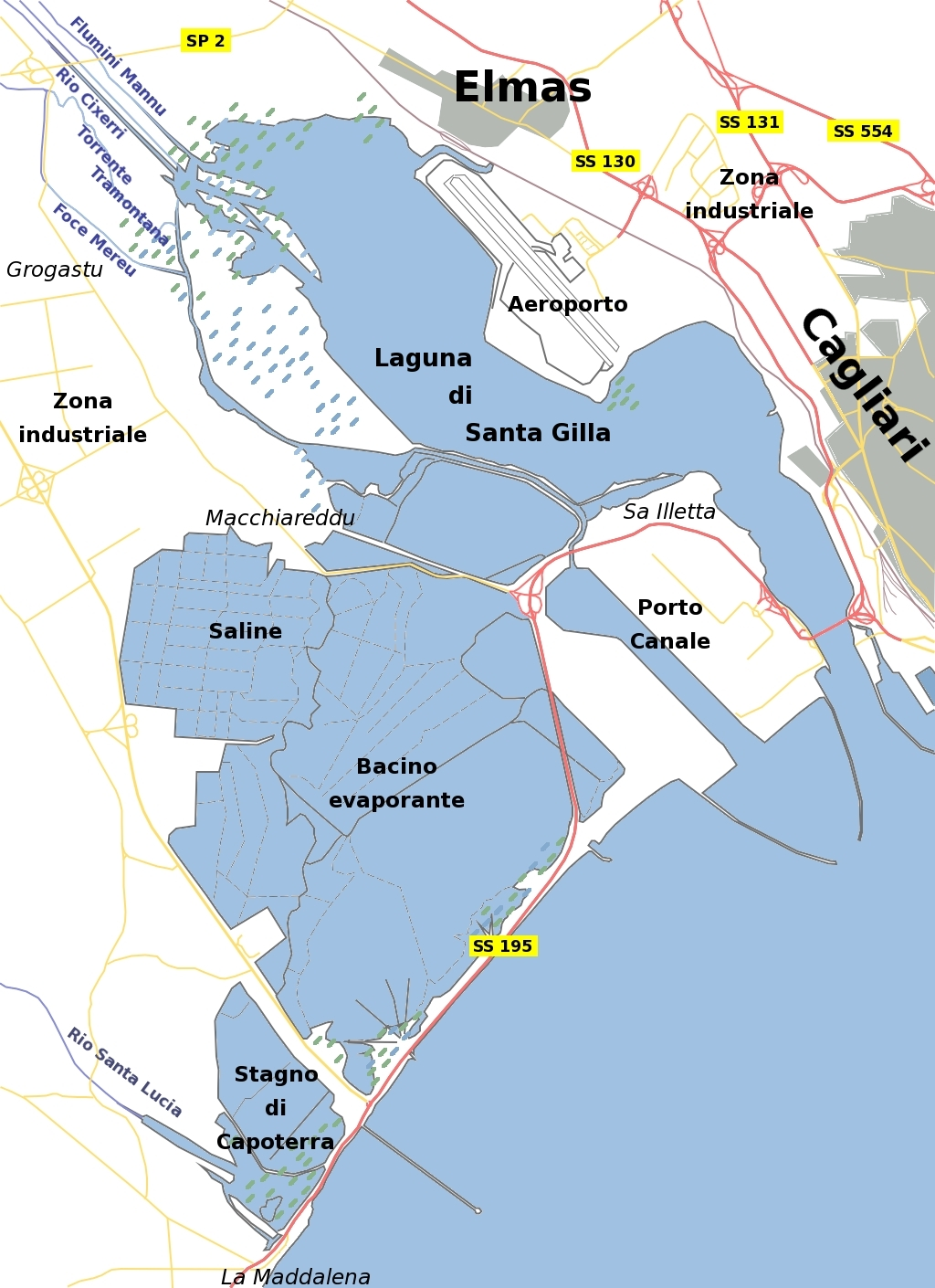
Mappa dello Stagno di Cagliari con l'ubicazione dell'area industriale di Macchiareddu Grogastu

Macchiareddu-Grogastu è uno dei più importanti agglomerati industriali della Sardegna meridionale, è ubicato nella piana alluvionale compresa fra lo stagno di Cagliari e il rio Santa Lucia in agro di Capoterra, e ricade nei territori comunali di Assemini, Capoterra ed Uta.
L'agglomerato industriale si estende su una superficie di circa 82 km², di cui circa 37 sono occupati da attività produttive che fanno capo ad oltre 130 imprese. L'area è gestita dal CACIP (Consorzio industriale provinciale di Cagliari), un consorzio industriale istituito con il DPR n. 1410 del 1961 e convertito in ente pubblico economico per effetto della legge n. 317 del 1991. Il CACIP gestisce inoltre le aree industriali di Sarroch e Cagliari-Elmas.

## Vie di comunicazione
Le vie di comunicazione strettamente integrate con l'agglomerato di Macchiareddu-Grogastu sono costituite dalla rete stradale consortile, che comprende circa 35 km di strade, e dal porto canale di Cagliari. La strada principale è rappresentata da una dorsale, in buona parte a doppia carreggiata, che attraversa l'area industriale da sud a nord collegandola rispettivamente alla strada statale 195, detta  Sulcitana, e alla strada provinciale 2, detta  Pedemontana di cui costituisce il prolungamento fino alla Strada statale 130. Attraverso queste arterie l'agglomerato di Macchiareddu-Grogastu è collegato ai più importanti centri urbani, industriali e nodi di comunicazione del sud della Sardegna:
- il ramo nordorientale della statale 195 collega l'agglomerato al porto canale e alla città di Cagliari; il ramo sudoccidentale lo collega al polo petrolchimico di Sarroch.
- a nord il prolungamento consortile della provinciale pedemontana permette il collegamento con i centri abitati di Uta,  Assemini ed Elmas, alle due arterie di maggiore importanza nell'isola, le statali 130 e 131, all'aeroporto di Elmas e alla rete ferroviaria.

Le interdistanze fra l'area industriale e i suddetti siti variano in media dai 4 ai 15 km.

## Infrastrutture
L'area è interessata da infrastrutture di servizio fra i quali gli elettrodotti che collegano la raffineria di petrolio della Saras al nodo di Villasor, impianti di potabilizzazione e depurazione reflui, reti idriche industriali e potabili, reti di smaltimento acque nere e bianche, rete telefonica, impianti di generazione eolica, impianti per comunicazioni satellitari.